# Італо-диско
Іта́ло-ди́ско (Italo disco) — маркетинговий термін, впроваджений у 1983 році Бернардом Мікульським, засновником лейблу «ZYX Music».
Термін стосується італійської танцювальної електронної музики. яка виникла у 1980-х роках, а також музики з інших країн Європи та Північної Америки, що наслідували італійську манеру.
Творам напрямку Italo disco властива футуристичний об'ємний звук, створений за допомогою синтезаторів, драм-машин та вокодерів. Пісні італо-диско пишуться в контрастній куплетній формі з приспівами і виконувалися, як правило, англійською мовою.

## Артисти італо-диско
- Адріано Челентано
- Baby's Gang
- Baltimora
- Den Harrow
- Duke Lake
- Eddy Huntington
- Fake
- Fancy
- Fun Fun
- Gazebo
- Gina T
- Hipnosis
- Kano
- K.B.Caps
- Ken Laszlo
- Kirlian Camera
- Koto
- Linda Jo Rizzo
- Laura Branigan
- Lime
- Max-Him
- Max Coveri
- Mike Mareen
- Mike Rogers
- Miko Mission
- N.O.I.A.
- Novecento
- P.Lion
- Radiorama
- Raggio Da Luna/Moon Ray
- Righeira
- Ranko
- Raf
- Savage
- Ryan Paris
- Peter Richard
- Sabrina
- Спанья
- Scotch
- Taffy
- Тоні Еспозіто
- Valerie Dore

## Аудіо
- Сабріна Салерно, «Boys, boys, boys»ⓘ